# Михайло Пантич
Михайло Пантич (на сръбски: Михајло Пантић) е сръбски учен, писател и литературен критик.
Той е вицепрезидент на борда на сръбския ПЕН център. Преподавател по „История на сръбската литература“ и „Креативно писане“ във Факултета по филология в Белградския университет.

## Биография
Михайло Пантич е роден на 10 януари 1957 година в Белград. Работи като редактор в литературните издания „Албатрос“ и „Пан“. Бил е редактор на известните сръбски периодични издания „Литературна реч“ (Книжевна реч) и „Литературни новини“ (Книжевне новине), а по-късно и на списанията „Светът на думите“ (Свет речи) и „Литературен журнал“ (Книжевни гласник).

## Отличия
През декември 2009 година президентът на България Георги Първанов връчва на Пантич орден „Св. св. Кирил и Методий“ - първа степен.